# Cyphostemma delphinensis
Cyphostemma delphinensis är en vinväxtart som beskrevs av Descoings. Cyphostemma delphinensis ingår i släktet Cyphostemma och familjen vinväxter. Inga underarter finns listade i Catalogue of Life.